# First Born
First Born (br: Filha das Sombras) é uma produção cinematográfica estadunidense, dos géneros drama, suspense e terror, lançada em 2007, escrito e dirigido por Isaac Webb e protagonizado por Elisabeth Shue.

## Sinopse
Laura (Elisabeth Shue) está grávida do primeiro filho e vive o momento mais feliz de sua vida. Mas, após o nascimento da pequena Jessica, ela enfrenta os problemas de uma mãe de primeira viagem. Devido às constantes ausências do marido Steven (Steven Mackintosh), deprimida e angustiada, ela ainda passa por estranhos acontecimentos em sua nova casa, como o aparecimento de uma estranha boneca, uma suposta maldição e uma babá recém-contratada muito suspeita. Laura sente estar sendo perseguida e que alguém quer tomar seu bebê, mas já não sabe mais distinguir o que é realidade ou pesadelo.

## Elenco
- Elisabeth Shue ... Laura
- Steven Mackintosh ... Steven
- Kathleen Chalfant ... Sra. Kasperian
- Khandi Alexander ... Dierdre
- Anne Wolf ... Samantha Lee